# Marli Ribeiro
Marli Ribeiro (Patos de Minas),  é uma política brasileira, filiada ao PSC. 
Nas eleições de 2022, foi eleita deputada estadual por MG.